# Betsy Ancker-Johnson
Betsy Ancker-Johnson (* 29. April 1927 als Betsy Ancker in St. Louis, Missouri; † 2. Juli 2020 in Austin, Texas) war eine amerikanische Physikerin und Professorin. Sie war bekannt für ihre Forschungen über Instabilitäten, die in Plasmen in Festkörpern auftreten können, und für ihre Erfindung eines Signalgenerators im Gigazyklusbereich unter Verwendung von Halbleitermaterialien in magnetischen und elektrischen Feldern. Sie war die erste Frau, die vom Präsidenten in das US-Handelsministerium berufen wurde. Sie ist die vierte Frau, die in die National Academy of Engineering gewählt wurde.

## Studium
Betsy Ancker-Johnson erwarb 1949 einen Bachelor mit Auszeichnung in Physik am Wellesley College und war Mitglied von Phi Beta Kappa. Ihren Doktortitel erwarb sie an der Universität Tübingen und schloss ihn 1953 mit magnum cum laude ab.
Zu ihren Ehrentiteln gehören die Doktortitel des New York University Tandon School of Engineering und der University of Southern California sowie ein Doktortitel in Rechtswissenschaften am Bates College.

## Karriere
Nach dem Studium war Betsy Ancker-Johnson Junior Research Physicist und Dozentin an der University of California, Berkeley, bevor sie bei Sylvania Electric Products und dem David Sarnoff Research Center der Radio Corporation of America arbeitete. Von 1961 bis 1973 war sie außerordentliche Professorin für Elektrotechnik an der University of Washington. In dieser Zeit war sie auch Forschungsspezialistin im Plasmaphysiklabor der Boeing Science Research Laboratories, wo sie zur Leiterin der Bereiche Festkörper- und Plasmaelektronik bzw. Advanced Energy Systems aufstieg. Sie war in dieser Zeit auch Gastwissenschaftlerin bei Bell Labs.
1973 wurde Betsy Ancker-Johnson zur stellvertretenden Ministerin für Wissenschaft und Technologie ernannt und war damit die erste Frau, die der Präsident in das US-Handelsministerium berief. Nach dieser Ernennung wurde Ancker-Johnson stellvertretende Labordirektorin für Physikforschung am Argonne National Laboratory, bevor sie als Vizepräsidentin des Environmental Activities Staff bei General Motors die erste Vizepräsidentin in der Automobilbranche wurde. Während ihrer Tätigkeit dort war sie Dozentin am Fachbereich Elektrotechnik und Informatik der University of Califormia, Berkeley.
Ancker-Johnson veröffentlichte über 70 wissenschaftliche Arbeiten und Patente.

## Privatleben
Betsy Ancker-Johnson heiratete Hal Johnson und hatte vier Kinder.

## Auszeichnungen
- Fellow, National Academy of Engineering (1975)
- Fellow, American Physical Society
- Fellow, Institute of Electrical and Electronics Engineers
- Member, Society of Automotive Engineers

Ancker-Johnson wird in der Liste „Notable Women in Computer Science“ aufgeführt.